# Liste der Naturdenkmale in Kürnbach
| Naturdenkmale | Anzahl |
| ------------- | ------ |
| FND           | 4      |
| END           | 1      |
| Gesamt        | 5      |

Die Liste der Naturdenkmale in Kürnbach nennt die verordneten Naturdenkmale (ND) der im baden-württembergischen Landkreis Karlsruhe liegenden Gemeinde Kürnbach. In Kürnbach gibt es insgesamt fünf als Naturdenkmal geschützte Objekte, davon vier flächenhafte Naturdenkmale (FND) und ein Einzelgebilde-Naturdenkmal (END).
Stand: 1. November 2016.

## Flächenhafte Naturdenkmale (FND)
| Name                     | Bild | Kennung     | Einzelheiten | Position | Fläche Hektar | Datum         |
| ------------------------ | ---- | ----------- | ------------ | -------- | ------------- | ------------- |
| Eschelberger Hohle       | BW   | 82150400005 | Kürnbach     | ⊙        | 0,5           | 20. Dez. 1988 |
| Röhricht                 | BW   | 82150400002 | Kürnbach     | ⊙        | 0,5           | 22. Dez. 1987 |
| Steckwiesen              | BW   | 82150400006 | Kürnbach     | ⊙        | 0,4           | 20. Dez. 1988 |
| Viehtriebhohle           | BW   | 82150400007 | Kürnbach     | ⊙        | 1,2           | 20. Dez. 1988 |
| Legende für Naturdenkmal |      |             |              |          |               |               |

## Einzelgebilde (END)
| Name                     | Bild | Kennung     | Einzelheiten | Position | Fläche Hektar | Datum        |
| ------------------------ | ---- | ----------- | ------------ | -------- | ------------- | ------------ |
| Hessische Eiche          | BW   | 82150400001 | Kürnbach     | ⊙        | 0,0           | 9. März 1987 |
| Legende für Naturdenkmal |      |             |              |          |               |              |